# آینه اسرارآمیز
آینه اسرارآمیز (آلمانی: Der geheimnisvolle Spiegel) یک فیلم صامت فانتزی آلمانی به کارگردانی کارل هوفمان است که در سال ۱۹۲۸ منتشر شد. از بازیگران آن می‌توان به فریتس راسپ، رینا د لیگوئورو، ادوارد فون وینترشتاین، ولف الباخ-رتی، دانته کاپلی و هاینریش گرتلر اشاره کرد.